# Mala Pirešica
Mala Pirešica – wieś w Słowenii, w gminie Žalec. W 2018 roku liczyła 71 mieszkańców.